# Paulina Fernández Jurado
Paulina Fernández Jurado (Buenos Aires, Argentina, 11 de febrero de 1926 – misma ciudad, 4 de octubre de 2004), cuyo nombre de nacimiento era Paulina Levovich, fue una periodista y crítica de cine tenaz, impulsora de la difusión de la cinematografía internacional en su país. Era la esposa del también periodista y crítico de cine Guillermo Fernández Jurado.

## Su relación con el cine
Se formó como periodista en el desaparecido Instituto Grafotécnico de Buenos Aires, hablaba fluidamente varios idiomas y tenía un vasto bagaje cultural. Desde joven se interesó en el cine. Fue una de las cinéfilas que integraron el mítico Cine Club Gente de Cine creado por Rolando Fustiñana (Roland), semilla por ese entonces de la futura Fundación Cinemateca Argentina de la que formó parte desde su creación. Realizó una intensa labor en pro del mejoramiento y divulgación de la cinematografía en la Asociación de Realizadores de Cortometraje y en otras entidades y en el periodismo gráfico y radial. Desde 1957 tuvo cargos directivos en la Cinemateca, a la que representó durante años en las reuniones anuales de la Federación Internacional de Archivos Fílmicos (FIAF). Junto a Guillermo Fernández Jurado organizó ciclos y conferencias en la Cinemateca y posibilitó la visita a la Argentina de numerosos realizadores extranjeros. Como directora de esa entidad logró conferirle dinamismo y popularidad hasta llegar a ser una de las entidades más importantes en su tipo en América Latina. También fue una de las principales impulsoras del Centro de Investigación del Cine Argentino, dependiente de la Cinemateca, que fue uno de los primeros grupos de estudio dedicados a la investigación y clasificación de filmes y documentos de los pioneros del cine nacional. Colaboró en varias ediciones del Festival Internacional de Cine de Mar del Plata, organizadas por la Asociación de Cronistas Cinematográficos de la Argentina en la década de 1950 y fue jurado en festivales internacionales de cine.
Dirigió los cortometrajes El cartero (1962) y Mujeres (1966), fue autora de numerosos reportajes y notas en revistas y diarios, a lo que sumó su labor en varios ciclos televisivos. Falleció en Buenos Aires el 4 de octubre de 2004.

## Filmografía
Directora
- Mujeres (cortometraje) (1966)
- Mujeres en 1965 (cortometraje) (1965)
- El cartero (cortometraje) (1962)

Intérprete
- ...(Puntos suspensivos) Inédita (1970)
- La Tigra (1954)

Producción
- Mujeres en 1965 (cortometraje) (1965)

Guionista
- Rapten a esa mujer o Intriga en Lima Abandonada (1967)
- Mujeres en 1965 (cortometraje) (1965)

Idea original
- Mujeres en 1965 (cortometraje) (1965)